# Аннигиляция: Завоевание
«Аннигиляция: Завоевание» (англ. Annihilation: Conquest) — ограниченная серия комиксов, которая издавалась в 2007—2008 годах компанией Marvel Comics. Является продолжением серии Annihilation. История фокусируется на космических героях Marvel, защищающих вселенную от Фаланги, которую теперь возглавляет Альтрон. Нова возвращается к главной роли вместе с Квазаром, Звёздным Лордом и новым персонажем по имени Рэйф.
Среди других персонажей были Ронан Обвинитель, Лунный Дракон, Супер-Скрулл, Гамора, Мантис и Енот Ракета. В серии также произошло возвращение Адама Уорлока во вселенную Marvel.

## Отзывы
На сайте Comic Book Roundup серия комиксов имеет оценку 7,1 из 10 на основе 18 рецензий. Журналисты IGN в основном ставили выпускам оценки выше среднего. Самую низкую оценку (6,8 из 10) получил последний выпуск, а самую высокую (8,4 из 10) — второй выпуск.